# Dionisio Trace
Dionisio Trace (in greco antico: Διονύσιος Θρᾷξ?, Dionýsios Thrāx; Alessandria d'Egitto, 170 a.C. circa – Rodi, 90 a.C. circa) è stato un filologo e grammatico greco antico del II secolo a.C..

## Biografia
Dionisio era alessandrino di origine e fu detto trace solo perché il nome del padre era ritenuto di origine trace. A ventidue anni divenne allievo di Aristarco di Samotracia ad Alessandria d'Egitto
La persecuzione degli intellettuali scatenata da Tolomeo VIII lo costrinse ad abbandonare l'Egitto e, nel 144 a.C. o nel 143 a.C., si trasferì a Rodi. L'isola aveva una lunga tradizione di studi filosofici e di retorica e Dionisio vi trapiantò anche la scuola filologica e grammaticale alessandrina: resta testimonianza della sua attività di docente la ricostruzione, ad uso didattico, della coppa di Nestore in argento, realizzata grazie a una colletta tra gli allievi.
Si ritiene che, a Rodi, Dionisio abbia avuto fra i suoi allievi Lucio Elio Stilone, anch'egli esule sull'isola nell'anno 100 a.C.: da Dionisio, il futuro maestro di Varrone avrebbe appreso il metodo critico aristarcheo, introducendone per primo a Roma i segni convenzionali e avviando così nell'Urbe una tradizione di studi destinata a una storia plurisecolare. 

## Opere
Delle sue numerose opere, tranne la Techne grammatike, ci restano solo titoli e frammenti.
Scrisse di questioni filologiche (γραμματικά), commentari (ὑπομνήματα) e trattati (συνταγματικά). Riguardo all'ultimo genere, scrisse una monografia criticando le interpretazioni omeriche di Cratete di Mallo. Dagli scoli conservati dalle opere critiche di Aristonico e Didimo risulta come fosse decisamente indipendente nei suoi giudizi testuali sul corpus omerico, poiché contraddice spesso le letture note del suo maestro. 
Tra le sue opere, inoltre, il Περὶ ποσοτήτων (Sulle quantità) e un libro di Meletai (Esercitazioni).

### Edizioni
- Ars grammatica: G. Uhlig, Grammatici Graeci, vol. 1.1. Leipzig, Teubner, 1883 (repr. Hildesheim: Olms, 1965).
- Frammenti: K. Linke,  Die Fragmente des Grammatikers Dionysios Thrax, Sammlung griechischer und lateinischer Grammatiker 3, Berlin, De Gruyter, 1977, pp. 13–33.
- Techne grammatike, testo critico e commento a cura di G. B. Pecorella, Bologna, Cappelli, 1962.
- Dionisio Trace e la tradizione grammaticale, testo greco con traduzione italiana a fronte, introduzione e commento a cura di M. Callipo, Bonanno, Acireale-Roma, 2011.

### Studi
- Vincenzo Di Benedetto, Dionisio Trace e la Techne a lui attribuita, in "Annali della Scuola Normale superiore di Pisa", Serie 2, 27 (1958), pp. 169–210 e 28 (1959), pp. 87–118.
- Vincenzo Di Benedetto, La Techne spuria, in "Annali della Scuola Normale superiore di Pisa", Serie 3, 3 (1973), pp. 797–814.
- Rudolf Pfeiffer, Storia della filologia classica. Dalle origini alla fine dell'età ellenistica. Napoli, Gaetano Macchiaroli editore, 1973 (traduzione di History of classical scholarship from the beginnings to the end of the hellenistic age, Oxford University Press, 1968), pp. 403–412.
- Vivian Law, Ineke Sluiter (eds.), Dionysius Thrax and the Techne grammatike, Münster, Nodus Publikationen, 1995.